# ابوالفضل ذلیخایی
ابوالفضل ذلیخایی(زادهٔ ۱۸ اسفند ۱۳۸۴) بازیکن فوتبال اهل ایران است که در پست دفاع چپ برای  باشگاه فوتبال استقلال  در لیگ برتر خلیج فارس بازی می‌کند.
ابوالفضل ذلیخایی اوایل بازیکن فوتسال بوده بعد از اینکه آقای گل یک دوره مسابقات کشوری شد به تیم ملی فوتسال ایران دعوت شده است. که به توصیه مربی او وارد دنیای فوتبال شد. یک سال در تیم منتخب همدان فوتبال بازی کرده و در ان وقت بود که مربی وی پیشنهاد اینکه  به صورت حرفه‌ای‌تر فوتبال بازی کند را داد به همین دلیل با خانواده خودش راهی تهران شد. اوایل به تیم نوجوانان پاراگ پیوسته بود که به دلیل شرایط نامناسب داخلی تیم این تیم منحل شد. بعد ها در تست نونهالان استقلال شرکت کرد و عضوی از تیم استقلال شد سرمربی او حسین صدرمحمدی بود که او را انتخاب کرد.

## دوران باشگاهی

### استقلال
ابوالفضل ذلیخایی در ۲۶ دی ۱۴۰۳ در نقل انتقالات زمستانی با عقد قراردادی پنج ساله به باشگاه فوتبال استقلال پیوست.

## دوران ملی

### تیم ملی فوتبال نوجوانان ایران
ابوالفضل ذلیخایی در سال ۲۰۲۳ با نظر حسین عبدی سرمربی تیم ملی فوتبال نوجوانان ایران ملی پوش شد.
او در بازی ایران و یمن در جام ملت‌های زیر ۲۰ سال آسیا اولین گل ملی خود را زد.

## آمار باشگاهی
تا تاریخ ۲۰ اسفند ۱۴۰۳
| باشگاه        | دسته          | فصل           | لیگ  | لیگ | جام حذفی | جام حذفی | آسیا | آسیا | سوپر جام | سوپر جام |
| باشگاه        | دسته          | فصل           | بازی | گل  | بازی     | گل       | بازی | گل   | بازی     | گل       |
| ------------- | ------------- | ------------- | ---- | --- | -------- | -------- | ---- | ---- | -------- | -------- |
| استقلال       | لیگ برتر      | ۲۰۲۴–۲۰۲۵     | ۱    | ۰   | ۰        | ۰        | ۰    | ۰    | ۰        | ۰        |
| مجموع استقلال | مجموع استقلال | مجموع استقلال | ۱    | ۰   | ۰        | ۰        | ۰    | ۰    | ۰        | ۰        |
| مجموع آمار    | مجموع آمار    | مجموع آمار    | ۱    | ۰   | ۰        | ۰        | ۰    | ۰    | ۰        | ۰        |

- آمار پاس گل

| فصل       | تیم     | پاس گل |
| --------- | ------- | ------ |
| ۲۰۲۴–۲۰۲۵ | استقلال | ۰      |
| مجموع     | مجموع   | ۰      |

## زندگی شخصی
وی در مصاحبه ای گفته: ۱۸ اسفند ۱۳۸۴ در خانواده ترک در شهر همدان به دنیا آمده تا ۱۵ سالگی همدان بوده و سپس به تهران آمده.

## افتخارات

### استقلال
- جام حذفی
  - قهرمان (۱): ۰۴–۱۴۰۳